# Бабичев, Андрей Кондратьевич
Андрей Кондратьевич Бабичев (1797, Полтавская губерния — 1859) — русский педагог, юрист.

## Биография
Происходил из дворян Тульской губернии Бабичевых. Родился 19 (30) августа 1797 года в Полтавской губернии.
В 1818 году окончил  Харьковский университет со званием действительного студента. Служил в Слободско-украинском губернском правлении. В 1820 году, сдав экзамен, получил степень кандидата университета и в 1821 году был назначен адъюнктом философских наук и надзирателем за воспитанниками Ришельевского лицея; исправлял должность профессора российской словесности. Одновременно, занимал должность преподавателя истории и словесных наук в Одесском институте благородных девиц.  
В 1828 году был назначен учителем русской словесности и истории в Санкт-Петербургское земледельческое училище при департаменте уделов. С 1830 года — адъюнкт кафедры уголовного права в Харьковском университете, также, с 1 сентября 1831 года — секретарь юридического факультета. Назначению его в университет покровительствовал попечитель Харьковского учебного округа Филатьев, но оно оказалось неудачным. Бабичев не имел почти никакой специальной подготовки и ни одного печатного труда. Причём, первоначально он предполагал читать русскую словесность, но его первая же пробная лекция по этой дисциплине была неудачной и ему поручили чтение русского уголовного права студентам 3-го курса юридического факультета.
В 1833 году благодаря покровительству Филатьева Бабичев стал директором Таганрогской гимназии; в 1837 году «по распоряжению начальства за некоторые вольные мысли» был освобождён от должности директора. 
В 1846—1847 годах работал старшим учителем латинского языка в Псковской гимназии, а затем перешёл на службу в Петербургское губернское правление: начав с должности старшего секретаря, дослужился до советника. Прекрасное знание языков позволило ему познакомиться с иностранными законодательствами, после чего он перешёл к изучению русских законов; результатом этой работы стало огромное количество замечаний, по его словам, доходившее до 4 миллионов. Этот громадный труд не был напечатан; лишь в «Чтениях в Императорском обществе истории и древностей российских» (1865, Кн. 4), была напечатана его статья «О редакционном исправлении Свода Законов», — как предисловие к его многолетнему труду. В статье он доказывал, что Свод Законов требует сокращений, и в статьях закона, и в заголовках, оглавлениях и указателях; что из всего Свода Законов можно сделать до 2½ миллионов изъятий, от которых законодательство «не потеряет ни одного законоположения, ни одной мысли, ни единого понятия, а сделается только короче, яснее, точнее, вместительнее и удобнее к приобретению, хранению и употреблению».
Умер 6 (18) июня 1859 года (по другим сведениям — 4 июня).